# Wijken en buurten in Raalte
De Nederlandse gemeente Raalte is voor statistische doeleinden onderverdeeld in wijken en buurten. De gemeente is verdeeld in de volgende statistische wijken:
- Wijk 00 Raalte Kern (CBS-wijkcode:017700)
- Wijk 01 Raalte - overig en buitengebied (CBS-wijkcode:017701)
- Wijk 02 Heeten (CBS-wijkcode:017702)
- Wijk 03 Luttenberg (CBS-wijkcode:017703)
- Wijk 04 Broekland (CBS-wijkcode:017704)
- Wijk 05 Mariënheem (CBS-wijkcode:017705)
- Wijk 06 Nieuw Heeten (CBS-wijkcode:017706)
- Wijk 08 Heino (CBS-wijkcode:017708)
- Wijk 09 Laag Zuthem (CBS-wijkcode:017709)
- Wijk 10 Lierderholthuis (CBS-wijkcode:017710)

Een statistische wijk kan bestaan uit meerdere buurten. Onderstaande tabel geeft de buurtindeling met kentallen volgens het Centraal Bureau voor de Statistiek (2008):
| CBS-buurtcode | Buurtnaam                                | Inwonertal | Opp. totaal (ha) | Opp. land (ha) | Ligging                |
| ------------- | ---------------------------------------- | ---------- | ---------------- | -------------- | ---------------------- |
| BU01770000    | Raalte Centrum                           | 1160       | 39               | 38             | Locatie in de gemeente |
| BU01770001    | De Enk en industrieterrein-Noordoost     | 780        | 50               | 50             | Locatie in de gemeente |
| BU01770002    | Blekkershoek                             | 1100       | 35               | 35             | Locatie in de gemeente |
| BU01770003    | De Hofstee                               | 280        | 10               | 10             | Locatie in de gemeente |
| BU01770004    | Westdorp                                 | 1250       | 42               | 42             | Locatie in de gemeente |
| BU01770005    | De Olykampen                             | 1610       | 33               | 32             | Locatie in de gemeente |
| BU01770006    | Hartkamp I                               | 390        | 8                | 8              | Locatie in de gemeente |
| BU01770007    | Langkamp II                              | 1560       | 29               | 29             | Locatie in de gemeente |
| BU01770008    | Langkamp I                               | 380        | 8                | 8              | Locatie in de gemeente |
| BU01770100    | Industriegebied De Zegge I en II         | 210        | 101              | 99             | Locatie in de gemeente |
| BU01770101    | Industriegebied De Zegge III             | 10         | 43               | 43             | Locatie in de gemeente |
| BU01770102    | Plan De Vloedkampen                      | 1400       | 74               | 74             | Locatie in de gemeente |
| BU01770103    | Hartkamp II                              | 1350       | 33               | 33             | Locatie in de gemeente |
| BU01770104    | Drostenkamp en Tijenraan                 | 110        | 76               | 74             | Locatie in de gemeente |
| BU01770105    | Raan-West                                | 1920       | 47               | 46             | Locatie in de gemeente |
| BU01770106    | Raan-Oost                                | 2360       | 52               | 50             | Locatie in de gemeente |
| BU01770107    | Het Overstigt                            | 1560       | 82               | 81             | Locatie in de gemeente |
| BU01770109    | Verspreide huizen buitengebied           | 1610       | 3212             | 3177           | Locatie in de gemeente |
| BU01770200    | Heeten-Kern                              | 2440       | 282              | 282            | Locatie in de gemeente |
| BU01770209    | Verspreide huizen Heeten                 | 1300       | 3115             | 3103           | Locatie in de gemeente |
| BU01770300    | Luttenberg-Kern                          | 1330       | 102              | 102            | Locatie in de gemeente |
| BU01770308    | Verspreide huizen Luttenberg I           | 720        | 1700             | 1685           | Locatie in de gemeente |
| BU01770309    | Verspreide huizen Luttenberg II          | 300        | 609              | 608            | Locatie in de gemeente |
| BU01770400    | Broekland-Kern                           | 760        | 93               | 93             | Locatie in de gemeente |
| BU01770407    | Verspreide huizen Broekland I            | 110        | 148              | 148            | Locatie in de gemeente |
| BU01770408    | Verspreide huizen Broekland II           | 130        | 246              | 246            | Locatie in de gemeente |
| BU01770409    | Verspreide huizen Broekland III          | 270        | 730              | 730            | Locatie in de gemeente |
| BU01770500    | Mariënheem-Kern                          | 680        | 53               | 53             | Locatie in de gemeente |
| BU01770507    | Verspreide huizen Mariënheem I           | 240        | 275              | 274            | Locatie in de gemeente |
| BU01770508    | Verspreide huizen Mariënheem II          | 370        | 891              | 891            | Locatie in de gemeente |
| BU01770509    | Verspreide huizen Mariënheem III         | 190        | 319              | 317            | Locatie in de gemeente |
| BU01770600    | Nieuw Heeten                             | 760        | 146              | 146            | Locatie in de gemeente |
| BU01770609    | Verspreide huizen Nieuw Heeten           | 400        | 889              | 889            | Locatie in de gemeente |
| BU01770800    | Heino-West                               | 2710       | 122              | 122            | Locatie in de gemeente |
| BU01770801    | Heino-Oost                               | 790        | 47               | 47             | Locatie in de gemeente |
| BU01770802    | Heino-Noord                              | 130        | 76               | 76             | Locatie in de gemeente |
| BU01770803    | Heino-Zuid                               | 2000       | 42               | 42             | Locatie in de gemeente |
| BU01770806    | Verspreide huizen Twentseweg en omgeving | 330        | 417              | 409            | Locatie in de gemeente |
| BU01770807    | Verspreide huizen Veldhoek               | 620        | 1078             | 1076           | Locatie in de gemeente |
| BU01770808    | Verspreide huizen Rozendaal              | 90         | 86               | 86             | Locatie in de gemeente |
| BU01770809    | Verspreide huizen Woolthuis              | 140        | 108              | 108            | Locatie in de gemeente |
| BU01770900    | Laag Zuthem-kern                         | 380        | 27               | 27             | Locatie in de gemeente |
| BU01770909    | Verspreide huizen Laag-Zuthem            | 200        | 648              | 636            | Locatie in de gemeente |
| BU01771000    | Lierderholthuis kern                     | 250        | 12               | 12             | Locatie in de gemeente |
| BU01771008    | Verspreide huizen Lierderholthuis        | 230        | 733              | 728            | Locatie in de gemeente |
| BU01771009    | Verspreide huizen Molenweg en omgeving   | 140        | 262              | 262            | Locatie in de gemeente |